# Baraga megye
Baraga megye az Amerikai Egyesült Államokban, azon belül Michigan államban található. Megyeszékhelye L’Anse, legnagyobb városa Baraga. Lakosainak száma 8158 fő (2020. április 1.). Baraga megye Marquette, Iron és Houghton megyékkel határos.

## Népesség
A megye népességének változása:
| Lakosok száma | 8837 | 8827 | 8704 | 8695 | 8575 | 8158 |
|               | 2010 | 2011 | 2012 | 2013 | 2015 | 2020 |